# Fiktiver Erscheinungsort
Der fiktive Erscheinungsort ist ein Begriff aus dem  Verlagswesen. 
Fiktive Erscheinungsorte kamen im 16. Jahrhundert auf und wurden ab dem 19. Jahrhundert wieder seltener. Territoriale Schwerpunkte waren das deutschsprachige Gebiet, Frankreich, Italien, seltener England. Neben der Verwendung von Pseudonymen und Anonymen war der fiktive Erscheinungsort ein wirksames Mittel, den Literaturhersteller (Verleger, Drucker) vor der Verfolgung durch die Obrigkeit zu schützen. In manchen Fällen wurde zusätzlich noch der Name des Druckers und des Verlegers fingiert (Beispiel: Pierre Marteau, Cologne, manchmal verdeutscht zu: Peter Hammer, Köln). Die Fiktion wurde gelegentlich auch dazu benutzt, um den Autor zu täuschen, wenn der Verleger einen Nachdruck oder eine Neuauflage plante, von der dieser nichts erfahren sollte.
Als Ortsnamen wurden zunächst Städte mit umfangreichem Buchgewerbe wie Amsterdam, London verwendet, um die Zensur zusätzlich zu erschweren. Weiterhin gab es Anspielungen auf Zeitereignisse zum Beispiel Austerlitz, Constantinopel, Philadelphia (in der amerikanisch-antibritischen Freiheitsbewegung). Ein nicht unwesentlicher Anteil der fiktiven Erscheinungsorte lässt sich in die Klasse derer einordnen, bei der der Autor einen Hinweis auf den Tenor seines Werkes liefern wollte. Beispiele hierfür sind Zusammensetzungen mit Wahr-, Frei-, Fried(en)-. Rom wurde gern als Erscheinungsort antikatholischer Schriften fingiert.
Als bedeutender Analyst fiktiver Erscheinungsorte gilt der deutsche Verleger Emil Weller.